# Антонополь (Николаевская область)
Антонополь (укр. Антонопіль) — село в Братском районе Николаевской области Украины.
Основано в 1860 году. Население по переписи 2001 года составляло 8 человек. Почтовый индекс — 55450. Телефонный код — 5131. Занимает площадь 0,599 км².

## Местный совет
55450, Николаевская обл., Братский р-н, с. Кривая Пустошь, ул. Хмеленка, 30